# Ulric Cross
Philip Louis Ulric Cross (ur. 1 maja 1917 w Port-of-Spain, zm. 4 października 2013 tamże) – trynidadzki prawnik i dyplomata, sędzia Sądu Najwyższego Trynidadu i Tobago, wysoki komisarz w Zjednoczonym Królestwie w latach 1990–1993, działacz społeczny. W okresie II wojny światowej lotnik Royal Air Force.

## Życiorys
Dzięki stypendium rządowemu podjął naukę w Saint Mary's College w Port-of-Spain, przerwał ją jednak po śmierci matki. Pracował między innymi dla lokalnej gazety oraz trynidadzkich kolei. W 1941 wstąpił jako ochotnik do Royal Air Force i został skierowany na przeszkolenie do Wielkiej Brytanii. Latał jako nawigator w 139. dywizjonie, wyposażonym w samoloty De Havilland Mosquito. Koledzy nadali mu przydomek Black Hornet („Czarny szerszeń”). Odbył łącznie 80 lotów bojowych nad okupowaną Francją i terytorium III Rzeszy, w tym nad Berlinem, został odznaczony Distinguished Flying Cross oraz Distinguished Service Order. Służbę w RAF zakończył w 1947 w stopniu Squaron Leadera.
Dwa lata później ukończył w Londynie studia prawnicze i powrócił na Trynidad. Był między innymi wykładowcą na University of the West Indies. Następnie ponownie wyjechał do Londynu, gdzie pracował dla BBC. W 1958 rozpoczął karierę prawniczą w krajach afrykańskich: Ghanie, Kamerunie i Tanzanii. W uznaniu jego zasług rząd Kamerunu odznaczył go dwoma najwyższymi odznaczeniami za zasługi w służbie państwowej. Do Trynidadu i Tobago powrócił w 1971. Pełnił tam funkcję sędziego Sądu Najwyższego a następnie Sądu Apelacyjnego. W 1990 został wysokim komisarzem Trynidadu i Tobago w Zjednoczonym Królestwie, pełniąc jednocześnie funkcje ambasadora swego kraju we Francji i w Niemczech. Po zakończeniu misji dyplomatycznej w 1993 poświęcił się działalności charytatywnej w kraju. W 2011 został odznaczony Orderem Republiki Trynidadu i Tobago, najwyższym odznaczeniem Trynidadu i Tobago.
Jego osoba stała się pierwowzorem postaci Charlesa Forda, jednego z bohaterów powieści Kena Folletta Lot ćmy.
Zmarł 4 października 2013 w Port-of-Spain.